# The Nightwatchman
The Nightwatchman är ett soloprojekt av Tom Morello, gitarrist i Prophets of Rage och tidigare i Audioslave och Rage Against the Machine. Han använder en nylonsträngad akustisk gitarr, ett munspel och sång för att framföra folkinspirerade rocklåtar med starka politiska budskap.
Morello började uppträda som The Nightwatchman 2003, då han spelade i Audioslave och kände att han behövde få utlopp för sin politiska aktivism. Han började uppträda på caféer i Los Angeles och 2004 medverkade han i Tell Us the Truth-turnén, tillsammans med bland andra Billy Bragg och Steve Earle. 
Debutalbumet One Man Revolution gavs ut 2007, producerat av Brendan O'Brien, och följdes av en USA-turné, The Nightwatchman Tour. Hans låt "Alone Without You" fanns också med i Michael Moores film Sicko. 2008 släpptes hans andra album, The Fabled City, nu under namnet "Tom Morello: The Nightwatchman". Albumet gästades av sångarna Serj Tankian, från System of a Down, och Shooter Jennings.
Morello uppträdde i Madison under protesterna i Wisconsin 2011. Till stöd för de fackliga protesterna gav han också ut EP:n Union Town. Senare samma år kom hans tredje fullängdsalbum som The Nightwatchman, World Wide Rebel Songs.

## Diskografi
Studioalbum
- 2007 – One Man Revolution
- 2008 – The Fabled City
- 2011 – World Wide Rebel Songs

EP
- 2011 – Union Town

Livealbum
- 2009 – Live at Lime